# Padada
Padada is een gemeente in de Filipijnse provincie Davao del Sur op het eiland Mindanao. Bij de laatste census in 2007 had de gemeente ruim 25 duizend inwoners.

## Geografie

### Bestuurlijke indeling
Padada is onderverdeeld in de volgende 17 barangays:
- Almendras
- Don Sergio Osmeña, Sr
- Harada Butai
- Lower Katipunan
- Lower Limonzo
- Lower Malinao
- N C Ordaneza District
- Northern Paligue
- Palili
- Piape
- Punta Piape
- Quirino District
- San Isidro
- Southern Paligue
- Tulogan
- Upper Limonzo
- Upper Malinao

## Demografie
Padada had bij de census van 2007 een inwoneraantal van 25.127 mensen. Dit zijn 1.015 mensen (4,2%) meer dan bij de vorige census van 2000. De gemiddelde jaarlijkse groei komt daarmee uit op 0,57%, hetgeen lager is dan het landelijk jaarlijks gemiddelde over deze periode (2,04%). Vergeleken met de census van 1995 is het aantal mensen met 2.743 (12,3%) toegenomen.

De bevolkingsdichtheid van Padada was ten tijde van de laatste census, met 25.127 inwoners op 83 km², 302,7 mensen per km².